# Larentia irma
Larentia irma är en fjärilsart som beskrevs av Louis Beethoven Prout 1923. Larentia irma ingår i släktet Larentia och familjen mätare. Inga underarter finns listade i Catalogue of Life.